# 체트니크
유고슬라비아 육군 체트니크 분견대(Chetnik Detachments of the Yugoslav Army), 속칭 체트니크(세르비아어: Четници; Četnic 체트니치[tʃɛ̂tniːtsi])는 제2차 세계 대전 당시 드라자 미하일로비치가 이끈 세르비아 민족주의 유격대이다. 본래 결성 목적은 추축국 및 추축국에 협력하는 크로아티아와 싸우는 것이었지만, 실제로는 요시프 브로즈 티토가 이끄는 공산 유격대와 항쟁하거나 크로아티아계 유격대인 우스타샤가 세르비아인들을 학살한 것에 대한 보복으로 크로아티아인들을 학살하는 일에 더 힘을 쏟았다.
제2차 세계 대전 종전 이후에 체트니크는 신생 유고슬라비아 사회주의 연방공화국 건국 과정에서 배제되었으며, 미하일로비치를 비롯한 체트니크 간부들은 체포되어 처형되었다.